# Tripteroides fuliginosus
Tripteroides fuliginosus är en tvåvingeart som beskrevs av Lee 1946. Tripteroides fuliginosus ingår i släktet Tripteroides och familjen stickmyggor. Inga underarter finns listade i Catalogue of Life.